# Põhimaantee 7
De Põhimaantee 7 is een hoofdweg in Estland. De weg loopt van de Letse grens bij Veclaicene naar de Estse Põhimaantee 2 richting Pskov. De weg sluit in Letland aan de A2 naar Riga. 
De Põhimaantee 7 loopt vanaf Veclaicene via Misso richting Pskov. De weg is 22,0 kilometer lang.

## Geschiedenis
In de tijd van de Sovjet-Unie was de Põhimaantee 7 onderdeel van de Russische A212. Deze weg liep van Pskov naar Riga. Na de val van de Sovjet-Unie in 1991 en de daaropvolgende onafhankelijkheid van Estland werden de hoofdwegen omgenummerd om een logische nationale nummering te krijgen. De A212 kreeg het nummer 7.

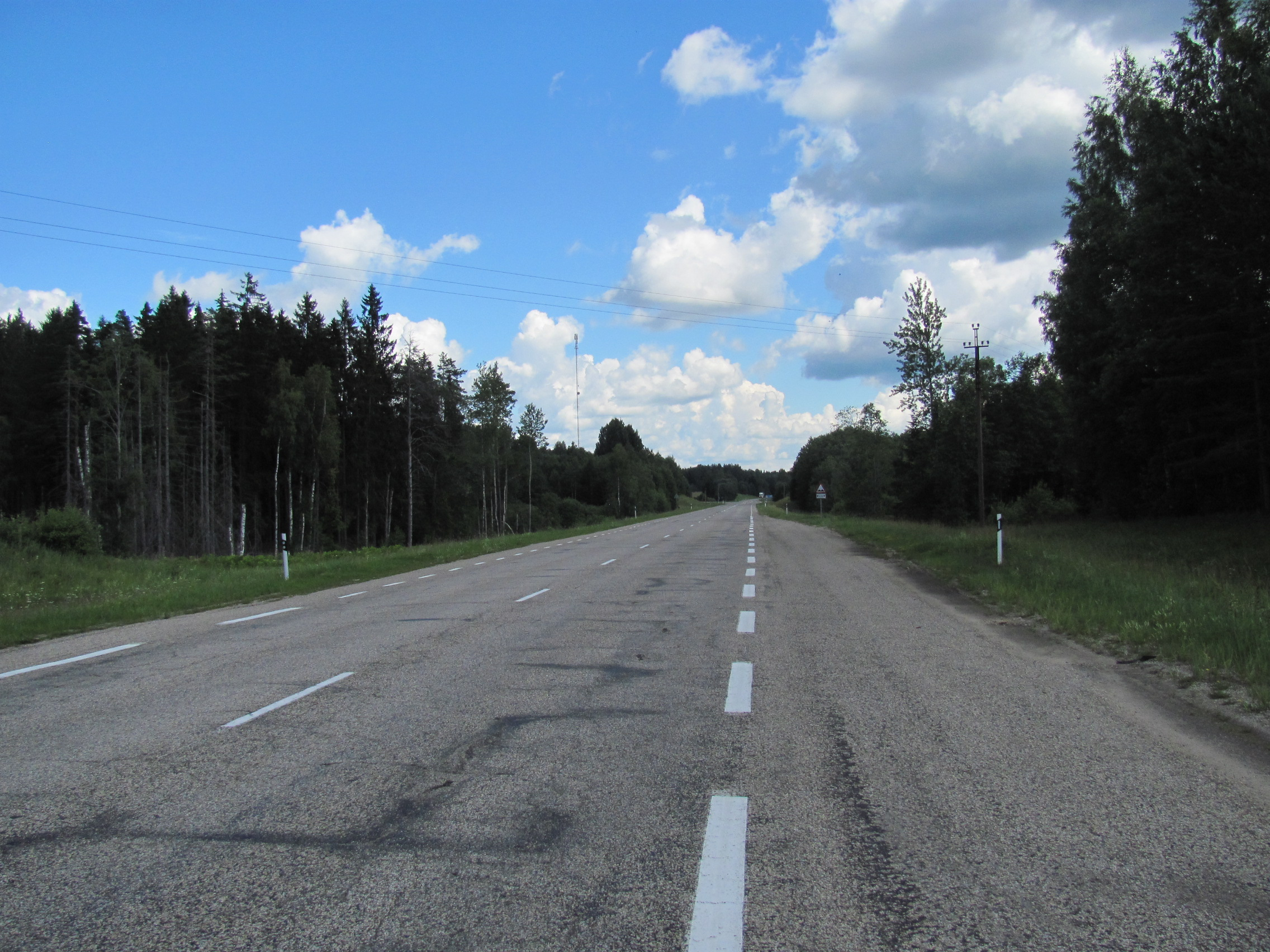
De Põhimaantee 7 vlak bij de Letse grens